# Виведення людей?
«Ви́ведення люде́й?» (англ. Breeds There a Man...?) — науково-фантастичне оповідання американського письменника Айзека Азімова, вперше опубліковане 1951 року в журналі Analog Science Fiction and Fact. Увійшло до збірок «Крізь скло ясне» (1967), «Прихід ночі» (1969), «Сни робота» (1986).

## Сюжет
Блискучий фізик Елвуд Релсон вірує в те, що людська цивілізація — це лише серія генетичних експериментів, що проводиться позаземним розумом. Він наводить аналогію із виведенням різних штамів бактерій. Інопланетний розум вивів штам античної культури, штам культури Відродження. Зараз виводять штам Промислової революції. Запобіжним заходом проти надмірного розвитку «бактерій» є бажання самознищення, що в кожній із культур призвело до війн, що погубили їх. Тобто, чим більше людина хоче прогресу, тим більше зростають її суїцидальні настрої. Це такий собі «пеніциліновий бар'єр», який вбиває бактерії, що перетнули його.
Психіатр все ж переконує Релсона повернутись до роботи, оскільки зараз найважливішою задачею фізиків є побудова захисного поля, що убезпечить людство від атомних ударів у разі війни.
Перевіряючи ідеї побудови генератора силового поля, Релсон розвиває тільки ті, які посилюють його бажання скоїти самогубство. Майже завершивши свої записи, він вимушений припинити, через непереборні сили. Однак, фізикам його відділу вдається зрозуміти його записи і побудувати генератор. Після вдалого випробування генератора, залишений без нагляду Релсон скоює самогубство.
Аналізуючи теорію Релсона та вдалу побудову генератора, психіатр робить припущення, що незважаючи на те, що серед фізиків вищий процент самогубців, напевно деякі вже мають імунітет до позаземного «пеніциліну».